# Opera derivata

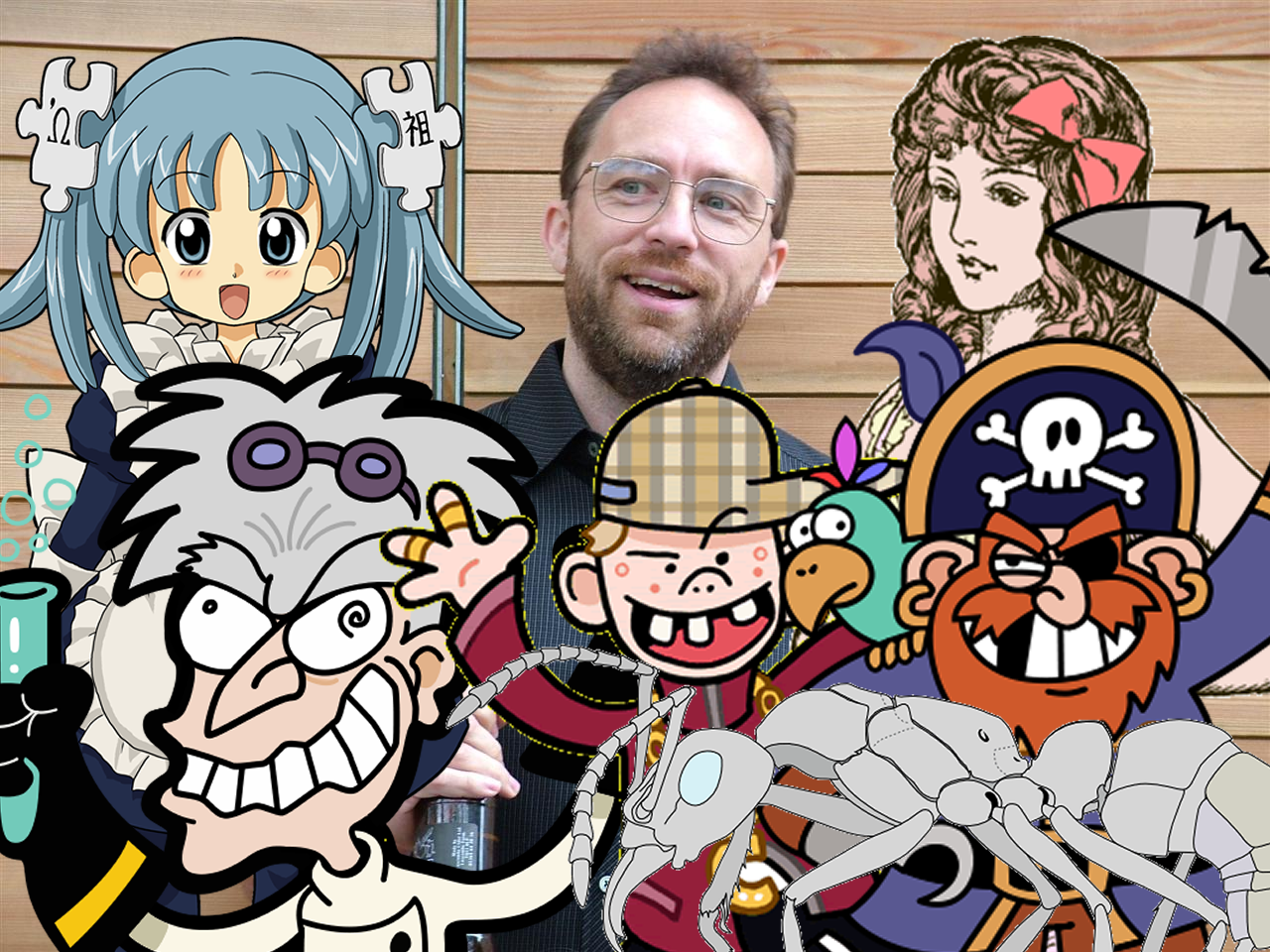
Questo fotomontaggio di immagini differenti è un esempio di opera derivata

Per la legislazione relativa al diritto d'autore, si definisce opera derivata l'opera d'ingegno creata a partire da una o più opere già esistenti e che quindi ne include alcuni aspetti che possono essere protetti da copyright. Per essere definita opera derivata, essa deve possedere elementi creativi tali da farne un'opera dotata di autonomia propria, e su di essa devono essere garantiti i diritti d'autore dell'opera originale. Esempi di opere derivate sono le traduzioni, gli arrangiamenti musicali, gli adattamenti ad un altro media, i riassunti, i digesti, parodie ecc.

## Opere derivate e riproduzione
Un'opera derivata presuppone una trasformazione, modificazione o adattamento che consiste essa stessa nell'essere una creazione suscettibile della protezione garantita dal diritto d'autore. Una trasformazione puramente meccanica (crittazione, duplicazione, correzione degli errori ecc.) non costituisce un'opera derivata in quanto priva di elementi creativi. In questo caso si parla di riproduzione dell'opera originaria.
Il creatore dell'opera derivata acquisisce i diritti d'autore sulla sua elaborazione, ma in ogni circostanza devono essere rispettati i diritti di cui è titolare l'autore dell'opera originaria. Nel caso di riproduzione, invece, l'autore della copia non acquista i diritti in questione, che restano in mano all'autore dell'opera riprodotta.
Spesso il confine che definisce se un'opera è derivata o meno non è ben delineato. Occorre stabilire dei criteri con cui poter valutare quanto l'opera rielaborata sia sufficientemente creativa per godere di autonomia propria e dunque essere considerata derivata, in cui il nucleo originale è riconosciuto esclusivamente come traccia o spunto.

### Software derivato
In Italia la tutela del software è stabilita dal Decreto Legislativo 518/92, introdotto quale modifica della Legge 22 aprile 1941 n. 633 sul Diritto d'autore (LDA). In base a questa legge sono protetti «i programmi per elaboratore, in qualsiasi forma espressi, purché originali quali risultato di creazione intellettuale dell'autore» (art. 2, n. 8, LDA). Perché un software rientri nei criteri di originalità richiesti, e sia dunque proteggibile secondo lo schema del copyright, il suo ideatore deve avere pensato e sviluppato il programma autonomamente, senza averlo copiato da altri. Il diritto d'autore sul software che rispetti i suddetti requisiti sorge per il fatto stesso della creazione di tale prodotto informatico e non deve necessariamente essere subordinato ad alcun processo di deposito o registrazione. La registrazione facoltativa serve essenzialmente a determinare la priorità dell'esclusiva d'autore, in particolare per quei programmi non immediatamente destinati alla commercializzazione.
I requisiti di creatività e originalità del software sono tuttavia difficili da individuare e stabilire con certezza. È infatti necessario accertare se, rispetto a prodotti già sviluppati, il programma consista in una produzione creativa tale da costituire opera autonoma, un'elaborazione sufficientemente originale da costituire opera derivata o semplicemente una mera riproduzione di un programma altrui con varianti secondarie e non funzionali dell'opera originaria, quindi contraffazione.
Tuttavia una delle particolarità del software è rappresentata dalla normale non definitività dell'opera stessa. Infatti, perché un programma possa essere utilmente utilizzato sono spesso necessarie continue modifiche e aggiornamenti tali da mantenerlo al passo con la continua evoluzione del sistema e questa trasformazione evolutiva può spingersi fino a troncare ogni legame col software originario.
I criteri per stabilire se l'elaborazione di un software costituisca un'opera autonoma, derivata o contraffatta sono determinati dall'articolo 64 bis, lett. b), LDA. Tra le derivazioni cui può essere soggetto un software «la traduzione, l'adattamento, la trasformazione e ogni altra modificazione del programma per elaboratore, nonché la riproduzione dell'opera che ne risulti» sono previsti quali diritti esclusivi dell'ideatore del programma. Per quanto riguarda, invece, lo stabilire se un software modificato sia riconducibile ad un'opera derivata piuttosto che autonoma, si tratta di un esame essenzialmente tecnico che comporta una comparazione strutturale tra i due programmi. Esso tiene conto sia dell'algoritmo complessivo che delle distinte procedure indipendenti in esso contenute in quanto, mentre spesso la derivazione della maggior parte dell'algoritmo tutelabile non si traduce in un'elaborazione sufficientemente creativa per costituire un'opera originaria, la derivazione di alcune sequenze protette dell'algoritmo – poi elaborate secondo differenti scelte di combinazione o composizione informatica – può garantire il rispetto dei criteri di originalità che fanno del prodotto modificato un'opera autonoma, purché sia diverso e indipendente il procedimento creativo di risoluzione attuato dal programmatore successivo. Inoltre, la diversa combinazione di singoli comandi o di istruzioni originali già presenti nel programma anteriore, a differenza di una modifica della successione di procedure già compiute e autonome all'interno dello stesso, può dare luogo a nuove procedure dotate di creatività originaria. Risultano dunque tendenzialmente irrilevanti eventuali elaborazioni della sola rappresentazione grafica, in quanto semplici trasposizioni formali del codice sorgente sulla cui struttura deve essere attuata l'astrazione comparativa complessiva.
La tutela del diritto d'autore sui software nell'ipotesi di illecita riproduzione, elaborazione o trasposizione in diversa forma del programma in mancanza dell'autorizzazione del titolare prevede, in seguito all'accertamento del diritto violato ed all'inibizione dell'attività illegittima (articolo 156 LDA), la rimozione o distruzione degli esemplari frutto di tale attività (articolo 158 LDA), la condanna al risarcimento del danno (articolo 158 LDA) e la pubblicazione della decisione in uno o più giornali a spese della parte soccombente (articolo 166 LDA).

### Fan film
Il fan film è un prodotto audiovisivo/cinematografico creato da sostenitori ed ammiratori, sia professionisti sia non professionisti del settore, che trae ispirazione da un'opera preesistente (cinema, televisione, fumetto). Il prodotto derivato dalla lavorazione dei fan, essendo realizzato a partire da un soggetto non inedito, si deve attenere alle norme sul diritto d'autore e al copyright del prodotto originale, non può essere dunque sfruttato per fini commerciali o a scopo di lucro (scopo sociale). Il fan film può essere distribuito esclusivamente in rete, sempre in modo gratuito, o su DVD/videocassetta per proiezioni private che non prevedono un profitto. Per questi motivi, un fan film deve essere autorizzato dai detentori del marchio o del soggetto in questione per considerarsi legale.
Secondo la definizione di Henry Jenkins (studioso dei media) il fan film è un ibrido che si pone a metà tra i prodotti cinematografici commerciali ed i prodotti cinematografici indipendenti; a dimostrazione di una forte spinta verso la cultura partecipativa nei confronti dei media.
L'esplosivo fenomeno dei fan film ha portato le case di produzione ad interessarsi a questi prodotti non ufficiali: esemplare il caso internazionale di Star Wars e della relativa casa di produzione Lucasfilm di George Lucas; il colosso mondiale cinematografico si è infatti reso conto che andavano moltiplicandosi le varie trasformazioni, adattamenti, spin-off della propria saga fantascientifica. La scelta della casa produttrice dell'originale Star Wars è stata quella non solo di permettere la libera produzione di tali fan films tramite autorizzazione (sempre nei termini del no profit), ma anche di organizzare un vero e proprio festival di opere derivate, The Official Star Wars Fan Film Awards. Tra le produzioni più importanti in Italia per numero di fan e di volontari vi è Dark Resurrection, i cui episodi si rifanno alla celebre saga di Lucas.
Le case produttrici originali e gli autori possono intraprendere cause legali nei confronti dei fan film, nel caso in cui questi non rispettassero i termini degli accordi e venissero violati i principi della Convenzione di Berna, che regola i diritti degli autori. Solo in alcuni casi si giunge a trattati di vendita e commercializzazione dei prodotti generati dai fan, per mezzo di acquisto delle licenze dell'oggetto tutelato.
L'autore può comunque evitare che produttori derivati possano rielaborare l'opera originale negando l'autorizzazione: ad esempio in Italia gli accordi tra i due sono sanciti e tutelati dalla Legge 22 aprile 1941 n. 633 sul Diritto d'autore (LDA) “Senza pregiudizio dei diritti esistenti sull'opera originaria, sono altresì protette [...] modificazioni ed aggiunte che costituiscono un rifacimento sostanziale dell'opera originaria, gli adattamenti, le riduzioni, i compendi, le variazioni non costituenti opera originale." (art. 4 L. 633/41).
Inoltre colui che rielabora a partire da un soggetto non originale è riconosciuto come autore del prodotto derivato, "È considerato autore delle elaborazioni l'elaboratore, nei limiti del suo lavoro." (art. 7 L. 633/41).

### Satira e parodia
La satira o parodia che utilizza opere coperte da copyright non necessita di alcuna autorizzazione per l'elaborazione dell'opera protetta.

## Copyright delle opere derivate
Entro i confini dei paesi aderenti alla Convenzione di Berna per la protezione delle opere letterarie e artistiche, un'opera derivata gode degli stessi identici diritti di un'opera originale, senza però pregiudicare i diritti dell'autore dell'opera originale.
Un'opera derivata è di proprietà dell'autore che l'ha realizzata, senza però limitare i diritti che l'autore detiene sull'opera originale. È quindi necessario ottenere l'autorizzazione di quest'ultimo, a meno che l'opera non sia, per qualche motivo, presente nel pubblico dominio, e rispettarne i diritti morali.
Si verifica una violazione quando un'opera protetta da copyright viene riprodotta, distribuita o trasformata in un'opera derivata senza l'autorizzazione del proprietario dell'opera originale.
Per essere protetta da copyright, un'opera derivata deve mostrare una propria originalità. Non può limitarsi ad essere semplicemente una variazione non creativa dell'opera precedente, quella originale (come ad esempio un riadattamento della stessa). L'opera derivata deve contenere un numero sufficiente di espressioni e idee, oltre a quelle contenute nei lavori precedenti, per poter soddisfare i requisiti del diritto d'autore per l'originalità. Questo è dovuto al fatto che le parti non originali, nonostante siano presenti nelle opere derivate, possono essere già protette dal copyright (ove presente) dell'opera precedente.
La legge è quindi chiara: un lavoro derivato è tutelabile solo nella misura in cui esso incarna l'espressione originale, ma i suoi aspetti non originali non sono copyright da proteggere (sono definiti uncopyrightable).
Solo il proprietario del copyright ha il diritto di produrre e trarre profitto da un'opera originale creando un nuovo lavoro derivato. Per creare un'opera derivata è necessario ottenere un'autorizzazione alla creazione di un nuovo lavoro basato sull'originale; se l'autorizzazione non viene concessa, il lavoro secondario è considerato una copia dell'originale. In tal caso il creatore dell'opera nuova è responsabile di violazione del copyright e perseguibile a norma di legge. Le leggi sulle opere derivate permettono al proprietario del copyright di essere tutelato da una riproduzione del proprio lavoro senza consenso. I realizzatori dell'opera originale, che riscontrano una particolare vicinanza di un'opera derivata al proprio lavoro, possono avviare un'azione legale.
L'imprevedibilità del portare avanti una battaglia legale in questo campo sta nella difficoltà di stabilire il numero di parole, note e paragrafi che possono essere riprodotti senza permesso; ancora più difficile è dare un reale riscontro all'intento del creatore.
Per quanto riguarda le licenze Creative Commons, se è presente la quarta clausola Non opere derivate (nd) non è consentita alcuna elaborazione dell'opera creativa: l'autore si oppone al concedere qualsiasi tipo di autorizzazione.

## In Italia
Nella legislazione italiana non viene utilizzato il termine "opera derivata", ma il concetto è presente. In particolare, la Legge 22 aprile 1941 n. 633, nell'articolo 4, definisce così le opere derivate: 
La legge sul diritto d'autore pone particolare attenzione all'integrità dell'opera originaria. Per apportarvi modifiche è necessario richiedere preventivamente l'autorizzazione al suo autore, ai sensi dell'art. 18, comma 4:
Tale norma conferisce all'autore dell'opera originaria il diritto esclusivo di apportare modifiche. Tuttavia, tale potere è trasferibile come tutti i diritti di utilizzazione economica.
L'art. 20, comma 1, dice:
Attraverso questa disposizione, si stabilisce che l'autore dell'opera può opporsi, anche dopo aver concesso l'autorizzazione, alla modifica se pregiudizievole del suo onore e della sua reputazione. Esempi di tali elaborazioni lesive sono l'interpretazione o l'esecuzione dell'opera in situazioni tali da ledere il suo onore o tali da alterare lo spirito dell'opera iniziale.
Nonostante ciò, l'art. 22, comma 2, afferma:
Infine, quando il lavoro sull'opera originaria è consistito nell'elaborazione del testo critico, il legislatore accorda una speciale protezione della durata di vent'anni dall'edizione.